# Ryder Cup 2012
Ryder Cup 2012, som arrangeres 28. til 30. september, er den 39. udgaven af Ryder Cup, som er en holdkonkurrence i golf mellem Europa og USA. Arrangementet går på skift mellem USA og Europa, og skal denne gang arrangeres på Medinah Country Club i Illinois. Dette er første gang turneringen bliver afholdt i Illinois.
Det europæiske hold er forsvarende mester og har vundet Ryder Cup fire ud af de sidste fem gange. 

## Holdene

### USA
Holdkaptajn for USA er Davis Love III. Han har selv deltaget i Ryder Cup seks gange.
| USA              | USA     | USA              | USA                                            | USA                                  | USA |
| Spiller          | Alder** | Verdensranking** | Tidligere Ryder Cup                            | Tidl. matcher; sejre-uafgjorte-tabte |     |
| ---------------- | ------- | ---------------- | ---------------------------------------------- | ------------------------------------ | --- |
| Tiger Woods      | 36      | 2                | 1997, 1999, 2002, 2004, 2006, 2010             | 29; 13-2-14                          |     |
| Bubba Watson     | 33      | 7                | 2010                                           | 4; 1-0-3                             |     |
| Jason Dufner     | 35      | 9                | –                                              | Debutant                             |     |
| Keegan Bradley   | 26      | 14               | –                                              | Debutant                             |     |
| Webb Simpson     | 27      | 8                | –                                              | Debutant                             |     |
| Zach Johnson     | 36      | 17               | 2006, 2010                                     | 7; 3-1-3                             |     |
| Matt Kuchar      | 34      | 15               | 2010                                           | 4; 1-2-1                             |     |
| Phil Mickelson   | 42      | 16               | 1995, 1997, 1999, 2002, 2004, 2006, 2008, 2010 | 34; 11-6-17                          |     |
| *Steve Stricker  | 45      | 12               | 2008, 2010                                     | 7; 3-1-3                             |     |
| *Jim Furyk       | 42      | 23               | 1997, 1999, 2002, 2004, 2006, 2008, 2010       | 27; 8-4-15                           |     |
| *Brandt Snedeker | 31      | 10               | –                                              | Debutant                             |     |
| *Dustin Johnson  | 28      | 13               | 2010                                           | 4; 1-0-3                             |     |

*Captain's picks 

**Pr. 28. september

### Europa
Europas holdkaptajn er José María Olazábal, som har deltaget som spiller i Ryder Cup syv gange. 
| Europa             | Europa     | Europa  | Europa           | Europa                                   | Europa                               | Europa |
| Spiller            | Land       | Alder** | Verdensranking** | Tidligere Ryder Cup                      | Tidl. matcher; sejre-uafgjorte-tabte |        |
| ------------------ | ---------- | ------- | ---------------- | ---------------------------------------- | ------------------------------------ | ------ |
| Rory McIlroy       | Nordirland | 23      |                  | 2010                                     | 4; 1-2-1                             |        |
| Justin Rose        | England    | 32      |                  | 2008                                     | 4; 3-0-1                             |        |
| Graeme McDowell    | Nordirland | 33      |                  | 2008, 2010                               | 8; 4-2-2                             |        |
| Paul Lawrie        | Skotland   | 43      |                  | 1999                                     | 5; 3-1-1                             |        |
| Francesco Molinari | Italien    | 29      |                  | 2010                                     | 3; 0-1-2                             |        |
| Luke Donald        | England    | 34      |                  | 2004, 2006, 2010                         | 11; 8-1-2                            |        |
| Lee Westwood       | England    | 39      |                  | 1997, 1999, 2002, 2004, 2006, 2008, 2010 | 33; 16-6-11                          |        |
| Sergio García      | Spanien    | 32      |                  | 1999, 2002, 2004, 2006, 2008             | 24; 14-4-6                           |        |
| Peter Hanson       | Sverige    | 34      |                  | 2010                                     | 3; 1-0-2                             |        |
| Martin Kaymer      | Tyskland   | 27      |                  | 2010                                     | 4; 2-1-1                             |        |
| *Ian Poulter       | England    | 36      |                  | 2004, 2008, 2010                         | 11; 8-0-3                            |        |
| *Nicolas Colsaerts | Belgien    | 29      |                  | Debutant                                 | -                                    |        |

*Captain's picks
**Pr. 28. september

## Resultater

### Fredag

#### Foursome
| USA               | Resultat    | Europa            |
| ----------------- | ----------- | ----------------- |
| Furyk/Snedeker    | 1 op Europa | McIlroy/McDowell  |
| Mickelson/Bradley | USA 4&3     | Donald/Garcia     |
| Dufner/Z. Johnson | USA 3&2     | Westwood/Molinari |
| Stricker/Woods    | 2&1 Europa  | Poulter/Rose      |
| 2                 | Foursome    | 2                 |
| 2                 | Totalt      | 2                 |

#### Fourball
| USA               | Resultat    | Europa             |
| ----------------- | ----------- | ------------------ |
| Watson/Simpson    | USA 5&4     | Lawrie/Hanson      |
| Mickelson/Bradley | USA 2&1     | McIlroy/McDowell   |
| D. Johnson/Kuchar | USA 3&2     | Rose/Kaymer        |
| Woods/Stricker    | 1 op Europa | Westwood/Colsaerts |
| 3                 | Fourball    | 1                  |
| 5                 | Totalt      | 3                  |